# Lilissu
Lilissu, lilisu (akkadisch), sumerisch liliiz, lilís, war eine große Kesseltrommel mit Standfuß oder eine Bechertrommel in Mesopotamien. Seit der altbabylonischen Zeit vom Anfang des 2. Jahrtausends v. Chr. bis um 300 v. Chr. durfte die heilige Trommel, die eine wichtige Funktion im Opferkult besaß, nur von einer bestimmten Priesterschaft gespielt werden. Das Instrument bestand aus einem Korpus aus Bronze oder Kupfer, der während des Rituals mit der Haut des geopferten schwarzen Stiers bespannt wurde. Die „göttliche lilissu“ ist die älteste bekannte frühe Form einer Kesseltrommel.

## Babylonische Trommeln
Heutige Kenntnisse über die Musik des alten Mesopotamien beruhen neben einigen Hinweisen im Alten Testament auf Reliefs, Tontafeln und Rollsiegeln, die Musikinstrumente und kultische Szenen zeigen. Zahlreiche Namen von Musikinstrumenten sind in Keilschrifttexten zu lesen, die aus Anweisungen für Kulthandlungen, Tempelinschriften, Texten zur Wirtschaft und Wortlisten bestehen. Im Unterschied zu den Grabmalereien im Alten Ägypten, die meistens bei den Abbildungen den entsprechenden sprachlichen Ausdruck erwähnen, können die mesopotamischen Namen selten direkt einem abgebildeten Instrument zugeordnet werden. Einzige Ausnahme ist die bildlich identifizierbare Trommel lilissu. Es gibt wesentlich mehr Bezeichnungen als unterscheidbare Instrumententypen. 
Die sumerisch-babylonische Musik diente fast ausschließlich religiösen Kulten; durch sie sollte ein Gott verehrt oder um etwas gebeten werden. Der lange Zeitraum, aus dem Texte über den Kult der heiligen Trommel lilissu überliefert sind und innerhalb welchem dieselben Götter verehrt wurden, lässt vermuten, dass auch die Vorstellung von Musik entsprechend lange konstant blieb. Unabhängig von der gleichbleibenden Funktion der Musik hat sich das Instrumentarium im Lauf der Zeit beträchtlich erweitert.
Die frühesten bekannten Musikinstrumente in Mesopotamien sind Rundharfen und Leiern, die auf Tontafeln aus der späten Uruk-Zeit Ende des 4. Jahrtausends abgebildet sind. Aus derselben Zeit stammen die ersten Klappern, die vermutlich bei Fruchtbarkeitstänzen gespielt wurden, und Membranophone. Neben der ältesten Bezeichnung für Musikinstrumente, sumerisch balag (balaggu), findet sich das Bild einer dreisaitigen Bogenharfe. Balag war offensichtlich der Ausdruck für Musikinstrumente allgemein und galt auch für Leiern, eingrenzend meinte balag wohl das zu jeder Zeit wichtigste, im Kult verwendete Instrument. Spätestens seit altbabylonischer Zeit bezeichnete balag auch oder im Besonderen eine Trommel, weil Trommeln nun gegenüber den Saiteninstrumenten in den Vordergrund traten. Zur Unterscheidung zwischen Trommel und Saiteninstrument ergänzten die Babylonier das Wort für Saiteninstrument zu giš.balag (giš bedeutet „Holz“) und die Trommel zu mašak balaggu, entsprechend der früheren Bezeichnung kuš.balag. Ein Name, der sich auf eine kleine runde Rasseltrommel beziehen könnte, ist kuš.balag.di. Synonym hierzu sind mašak timbutu und mašak telitu. Hierzu würde passen, dass „Grille“ timbut eqli, wörtlich „Trommel des Feldes“ genannt wurde.
Ein in Tell Agrab gefundenes Tongefäß aus der Dschemdet-Nasr-Zeit (um 3000 v. Chr.) zeigt drei nackte Frauen, die mit der linken Hand möglicherweise eine Rahmentrommel in die Höhe halten und mit einem Stab in ihrer Rechten daraufschlagen. Die Darstellung könnte die älteste Abbildung eines nach seiner späteren kultischen Verwendung als „Schamanentrommel“ bezeichneten Schlaginstruments sein, ist aber nicht eindeutig zu interpretieren. In weiteren frühen Darstellungen halten stets nackte Frauen kreisrunde Rahmentrommeln mit beiden Händen mittig vor der Brust. Zu welchem Zweck diese Terrakotta-Figuren hergestellt wurden, ist nicht ganz klar; eine Verbindung mit Fruchtbarkeitskulten gilt als wahrscheinlich. Die Position der Hände lässt vermuten, dass es auf beiden Seiten mit Haut bespannte und mit Körnern befüllte Rasseln waren, die von den Frauen nicht geschlagen, sondern geschüttelt wurden. Bis zur ersten Hälfte des 2. Jahrtausends v. Chr. war anstelle der zweifelligen Rassel die einfellige kleine Rahmentrommel zum wichtigsten Rhythmusinstrument geworden. Die Tänzerinnen hielten das Instrument in strenger Spielhaltung an die linke Schulter gepresst und praktizierten wohl die bis heute bei arabischen Rahmentrommeln (arabisch allgemein tabl) übliche Spielweise mit den Fingern beider Hände.
In altbabylonischer Zeit ist auf Rollsiegeln auch ein sanduhrförmiger Trommeltyp zu sehen, dessen Name ebenfalls auf das sumerische Wort balag zurückgeht. Bei manchen am Boden stehenden Sanduhrtrommeln hängt ein Ring am oberen Rand, so als könnten sie damit getragen werden. Sie werden zusammen mit Stierleiern und Sistren oder kleinen Zimbeln dargestellt.
Eine beinahe mannshohe Rahmentrommel ist auf mehreren Stelen der sumerischen Herrscher Ur-Nammu und Gudea (um 2100 v. Chr.) aus Girsu zu sehen. Ihre beiden Felle wurden von jeweils einem seitlich stehenden Spieler mit den Händen geschlagen. Nach der Ur-III-Zeit verschwanden in Mesopotamien derart große Trommeln. Mittelgroße Rahmentrommeln besaßen keine Spannschnüre, die Häute scheinen wohl seitlich auf den Korpus geklebt worden zu sein.

## Kesseltrommeln
Ab der altbabylonischen Zeit gab es für Kesseltrommeln aus Metall die Namen halhalattu (sumerische Entsprechung šèm, allgemein für „Trommel“ oder auch speziell Rahmentrommel), uppu (sumerisch ub), manzu, samsamu (sumerisch samsam, zamzam) und lilissu. Ein entsprechendes sumerisches Wort für Trommelinstrumente ist šen.ḫur.sag.ga. Die Membran der Trommel hieß ḫu-uppu oder mašku ša lilisi. Die Form der lilissu als Bechertrommel oder Kesseltrommel mit Fuß ist nach einer Textabbildung in einer spätbabylonischen Priesteranweisung (um 300 v. Chr.) bekannt; bei den anderen Namen dürfte es sich um dieselbe oder zumindest eine ähnliche Kesseltrommel gehandelt haben. Die lilissu stand mit einem Fuß auf dem Boden. Wie die älteren sumerischen Kesseltrommeln aufgestellt waren, ist nicht aus Abbildungen bekannt. Ein weiterer Name für eine große Trommel war gugallu (neubabylonisch gugallum), „großer Stier“. Da das Wort kuš („Fell“ oder „Haut“) nirgends im Zusammenhang mit lilissu vorkommt, könnte anstelle eines Trommelfells auch eine Blechplatte aufgebracht gewesen sein. Dann wäre die lilissu nicht den Membranophonen, sondern – vergleichbar den Kesselgongs – den Idiophonen zuzuordnen.
Die so bezeichneten Instrumente wurden nach den Kulttexten vom Priester (kalû) unter anderem in den Ritualen zu Neumond gespielt. Die halhalattu begleitete auch die in einer bestimmten Liedgattung vorgetragene Gedichtform ersema. Für heilig und rein geltende große Kesseltrommeln dienten entsprechend den auf einigen Rollsiegeln dargestellten Opferszenen als tragbare Altäre. Nach anderen Abbildungen konnten die Trommeln auch Faustkämpfe begleiten.

## Opferritual
Nach der spätbabylonischen Schrifttafel mit Priesteranweisungen war die Herstellung oder Erneuerung der lilissu Teil eines langen Opferrituals. In bestimmten Abständen musste der Trommelkorpus neu bespannt werden. Ein Wahrsagepriester wählte den geeigneten Tag, an dem ein bisher nicht mit Peitsche oder Stock geschlagener schwarzer Stier vor den Tempel gebracht werden durfte. Dort übergab der für die Musik und den Dienst an Ea zuständige Priester (kalû, für andere Kulte gab es anders benannte Priester) zunächst einige Opfergaben für Ea und andere Götter. Ea war der Gott der menschlichen Ordnung, Weisheit und Kunstfertigkeit einschließlich der Musik. Für die kalû-Priesterschaft war er der Schutzgott (kalûtu).
Es folgten weitere Opfergaben und Gesänge. Währenddessen wurde der Stier hergebracht und auf eine mit Sand bestreute rote Matte geführt. Auf weitere Unterlagen am Boden legte man zwölf bronzene Götterfiguren. Dann trug man den Bronzekorpus der Trommel herbei. Ein Priester sprach Beschwörungsformeln in akkadischer und sumerischer Sprache in die Ohren des nunmehr vergöttlichten Stiers. Das Sumerische war bereits aus dem Alltag verschwunden und diente nur noch als Kultsprache. Nachdem der Stier getötet war, kniete sich der Priester vor dessen Kopf nieder und sprach dreimal eine Beschwörungsformel, die als Buße zu verstehen ist und mit der sich der Priester seiner Verantwortung beim Töten des heiligen Tieres zu entledigen versuchte. Danach zog man das Fell ab und verbrannte das Herz. Das Fell wurde gesäubert und mit diversen Substanzen behandelt, danach provisorisch mit einer am Rand umlaufenden Schnur über den Trommelkorpus gespannt. Zuvor waren die zwölf Götterbilder zur sicheren Bewahrung in die Trommel gelegt worden. Durch das Fell in vorgefertigte Löcher ringsum unterhalb des Trommelrandes eingeschlagene Holzpflöcke fixierten anschließend das Fell, das nun mit einer Stiersehne, die oberhalb in einer Kehle um den Rand verlief, gespannt werden konnte. Am 15. Tag nach dem Ritual wurde die vergöttlichte Trommel vor dem Tempel positioniert, wo sie nur von bestimmten Priestern gespielt werden durfte.
Auch bei anderen Kesseltrommeln war der Austausch der Membranhaut an ein Ritual geknüpft. Eine kleinere Trommel mit einem Schaffell sollte nach einer Priesteranweisung am letzten Tag des Neumondes bespannt werden.
Der Stier wurde über diesen Opferkult hinaus als heiliges Tier und Fruchtbarkeitssymbol verehrt. So stellte der Resonanzkörper der sumerischen Stierleiern, die eine größere Bedeutung besaßen als die Harfen, einen Stierleib mit seinem Kopf dar. Das akkadische Wort alû konnte „Himmelsstier“ bedeuten und möglicherweise auch die kleine Rasseltrommel der Frauen, alimbû bezeichnete eine mythische Rinderart und zugleich den Tierkopf an der Leier.
Die Wissenschaftsphilosophen Giorgio de Santillana und Hertha von Dechend unterstellten den babylonischen Mythen einen auf damaligen astronomischen Beobachtungen fußenden Hintergrund und sahen in der Trommelhaut eine Repräsentation des Sternbilds Taurus. Die Funktion der Stiertrommel als Instrument zur Kontaktaufnahme mit den Göttern verglichen sie mit der Himmelsreise der Schamanen.
Die Archäologen William Foxwell Albright und P. E. Dumont zogen eine Parallele zwischen dem mesopotamischen Stieropfer und dem großen Pferdeopfer Ashvamedha der vedischen Religion in Indien. Die heiligste vedische Ritualtrommel war die dundubhi.